# Ius spolii
Ius spolii (łac. prawo łupu, zaboru) – we wczesnym średniowieczu prawo monarchy do przejęcia majątku ruchomego, będącego prywatną własnością zmarłych duchownych. Uprawnienie to było przyczyną napięć między władzą świecką i duchownymi.
W 1180 roku Kazimierz II Sprawiedliwy, panujący od niedawna w dzielnicy małopolskiej, chcąc wzmocnić swoją pozycję, zrzekł się iuris spolii po zmarłych biskupach i opatach na międzydzielnicowym zjeździe książąt i dostojników kościelnych w Łęczycy. Ten akt zapoczątkował formalne uniezależnianie się Kościoła od władzy świeckiej. 